# Regeringsformatie België november-december 1981
Na de verkiezingen voor het federale parlement in België op 8 november 1981 ging de formatie van een nieuwe federale regering van start. De formatie duurde 39 dagen en leidde tot de vorming van de regering-Martens V.

## Verloop van de formatie

### Aanloop naar de formatie
De verkiezingen van 8 november 1981, die er kwamen na een periode van economische crisis en politieke instabiliteit, leverden grote verschuivingen op. De christendemocratische partijen, CVP aan Vlaamse kant en PSC aan Franstalige kant, leden een zware nederlaag, terwijl de socialistische partijen, SP en PS stabiel bleven en de liberale partijen PVV en PRL een grote overwinning boekten. Ook de Vlaams-nationalistische Volksunie won heel wat stemmen, terwijl de francofone partij FDF, die vooral in Brussel sterk stond, zware klappen kreeg. De ecologische partijen Agalev en Ecolo maakten dan weer voor het eerst hun opwachting in het parlement.
Na de verkiezingen was er sprake van vier mogelijke coalities: een rooms-rode regering van christendemocraten en socialisten, een rooms-blauwe regering van christendemocraten en liberalen, een paarse regering van socialisten en liberalen of een tripartite van christendemocraten, socialisten en liberalen. De christendemocraten namen wegens hun zware verkiezingsnederlaag een afwachtende positie in, omdat binnen CVP en PSC heel wat stemmen pleitten voor een oppositiekuur.
Op 9 november vatte koning Boudewijn zijn raadplegingen aan. Dezelfde dag ontving hij ontslagnemend eerste minister Mark Eyskens, een dag later gevolgd door Kamervoorzitter Joseph Michel en Senaatsvoorzitter Edward Leemans. Op 12 november werden de partijvoorzitters ontvangen.

### Informateur Herman Vanderpoorten (12 november - 23 november 1981)
Op 12 november 1981 benoemde koning Boudewijn senator en oud-minister Herman Vanderpoorten (PVV) tot informateur. Hij moest nagaan met welke partijen een regering kon worden gevormd, waarbij vooral werd gekeken naar een paarse, rooms-blauwe of een tripartite coalitie.
Op 14 november ontving Vanderpoorten partijvoorzitters Leo Tindemans (CVP), Vic Anciaux (Volksunie) en Karel Van Miert (SP) en ontslagnemend minister van Begroting Guy Mathot (PS). Op 16 november sprak hij met partijvoorzitters Antoinette Spaak (FDF), Jean Gol (PRL), Willy De Clercq (PVV), Guy Spitaels (PS) en Paul Vanden Boeynants (PSC) en gewezen eerste minister Wilfried Martens (CVP). Op 17, 18 en 19 november voerde Vanderpoorten gesprekken met de vertegenwoordigers van de vakbonden en werkgeversorganisaties. Op 18 november ontving hij eveneens Defensieminister Frank Swaelen (CVP), Agalev-parlementslid Marjet Van Puymbroeck en Albert Gehlen, de voorzitter van de Duitse Cultuurraad. Op 19 november volgde een onderhoud met Europees Commissaris Etienne Davignon, waarna Vanderpoorten zijn informatieronde beëindigde.
Op 16 november 1981 maakte de CVP duidelijk dat het hun voorkeur was om in eerste instantie uit te zoeken of het mogelijk was om een tripartite op de been te brengen. Indien dat onmogelijk zou blijken, gaf de partij de voorkeur aan een rooms-blauwe coalitie, op voorwaarde dat er werd onderhandeld op basis van hun kiesprogramma.
Nadat de socialisten en PVV hadden aangegeven dat ze een paarse of tripartiteregering niet zagen zitten, nodigde PVV-voorzitter Willy De Clercq op 17 november CVP en PSC uit om te praten over een  rooms-blauwe regering, zonder het resultaat van de informatieronde van Vanderpoorten af te wachten. De PSC, wier voorkeur naar een tripartite ging, liet evenwel weten dat ze de resultaten van de informateur wilde afwachten.
Op 20 november 1981 bracht Vanderpoorten verslag uit bij koning Boudewijn, die zijn informatie-opdracht met enkele dagen verlengde. Vermoed werd dat men daarmee druk wilde zetten op CVP en PSC, die nog altijd geen duidelijke keuze tussen oppositie of regeringsdeelname hadden gemaakt. Op 23 november diende Vanderpoorten zijn eindverslag als informateur in, waarin hij voorstelde om oud-premier Wilfried Martens tot formateur te benoemen.    Omdat het nog steeds niet duidelijk was of CVP in een regering zou stappen, vroeg Martens bedenktijd en wilde hij eerst overleg plegen met de leidende politici alvorens een definitief antwoord te geven. Nadat hij had overgelegd met de CVP-leiding besloot Martens het aanbod van Vanderpoorten te weigeren. Hij vond dat de liberale partijen het initiatief moesten nemen om met andere partijen te onderhandelen, omdat zij de grote winnaars van de verkiezingen waren.

### Formateur Willy De Clercq (24 november - 30 november 1981)

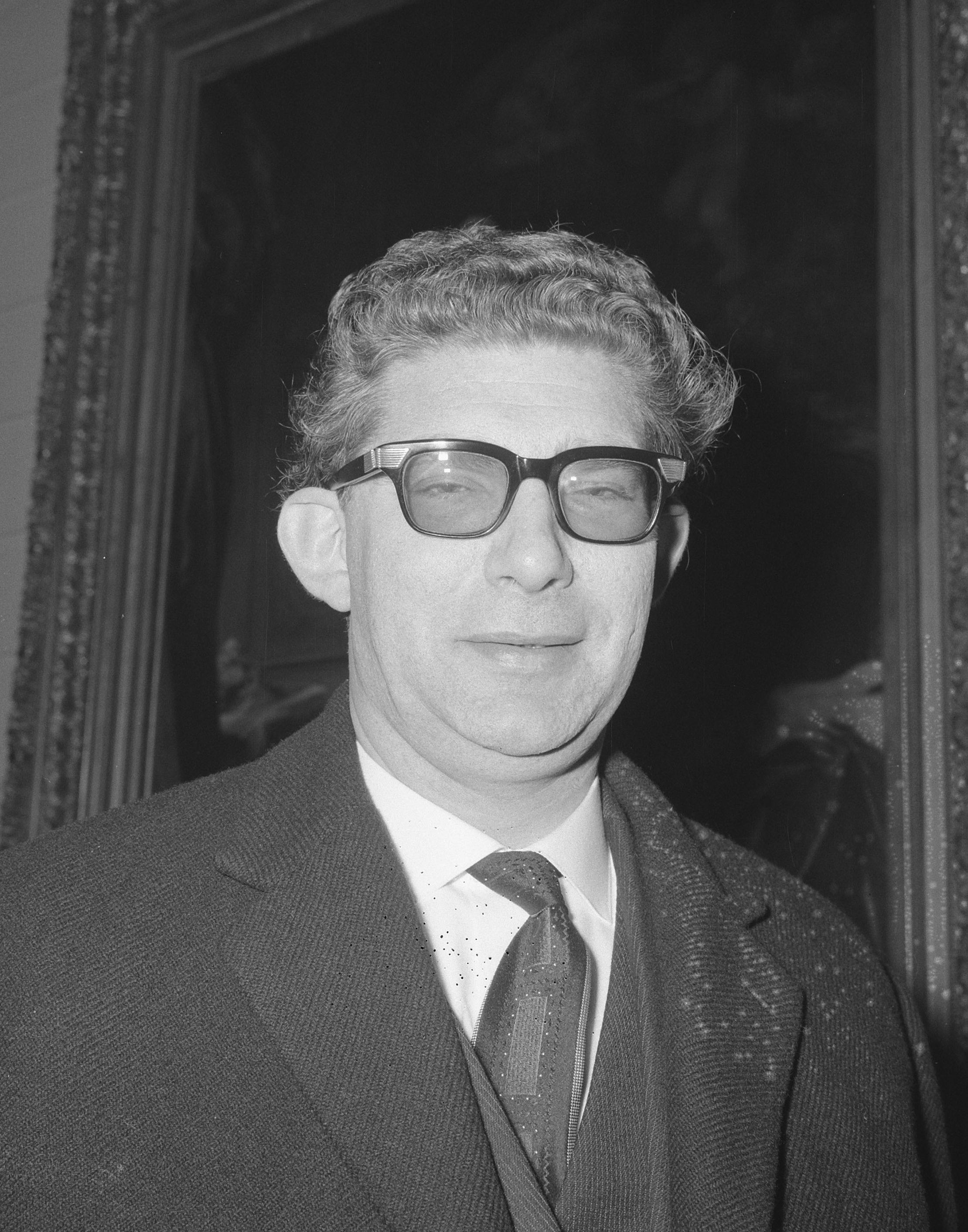
Willy De Clercq.

Na de weigering van Martens werd PVV-voorzitter Willy De Clercq op 24 november 1981 door koning Boudewijn belast met de opdracht van formateur. Toen hij de pers te woord stond, bevestigde De Clercq dat het zijn bedoeling was om een rooms-blauwe regering te vormen. Op 25 november overhandigde de formateur een summiere nota aan de vier rooms-blauwe partijen, waarin hij als prioriteiten een relanceplan voor de economie, een tewerkstellingsplan, de sanering van de openbare financiën, een aanpassing van de fiscaliteit en het herstel van de stabiliteit van de regering naar voren schoof. PVV, PRL, CVP en PSC gingen akkoord om op basis van deze nota te onderhandelen, maar CVP en PSC wilden wel dat De Clercq tegen 28 november een degelijke beleidsnota zou schrijven. Hierbij werd De Clercq bijgestaan door deskundigen van de liberalen en de christendemocraten.
Op 28 november legde De Clercq zijn beleidsnota voor aan de onderhandelende partijen. PSC-voorzitter Paul Vanden Boeynants weigerde echter voort te onderhandelen zolang de top van zijn partij daarvoor geen toestemming gaf. Op 30 november stelde Vanden Boeynants op het partijbureau van PSC voor om op basis van de beleidsnota van De Clercq besprekingen te beginnen over een regering die een economisch noodprogramma zou uitvoeren, hetgeen echter werd verworpen door de linkervleugel van de partij, die erop aandrong om de socialisten bij de onderhandelingen te betrekken. Hierop vroeg formateur De Clercq aan de koning om zijn opdracht te worden ontheven. De dag daarna nam Paul Vanden Boeynants ontslag als voorzitter van de PSC, waarna hij in die functie werd opgevolgd door Gérard Deprez.

### Formateur Charles-Ferdinand Nothomb (1 december - 7 december 1981)

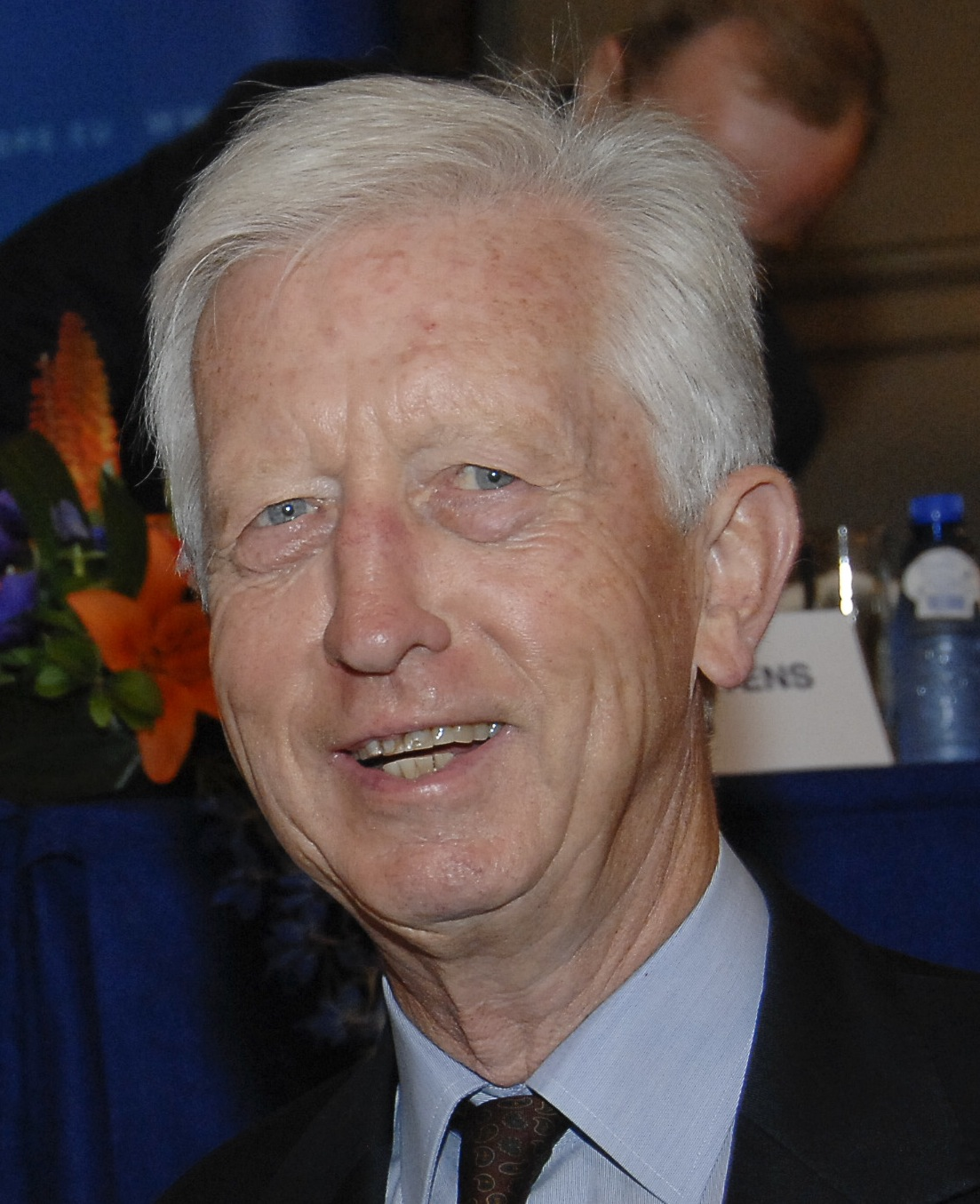
Charles Ferdinand Nothomb.

Op 1 december werd Charles-Ferdinand Nothomb, ontslagnemend minister van Buitenlandse Zaken en gewezen voorzitter van de PSC, tot formateur benoemd. Het was zijn bedoeling om  een tripartite op de been te brengen, hetgeen niet haalbaar werd geacht. Zo gaven de liberalen op 3 december aan niet bereid te zijn om in dergelijke regering te stappen.
Op 3 december voerde Nothomb een hele dag gesprekken met de voorzitters van de christendemocratische, socialistische en liberale partijen. Bij die gesprekken werd echter geen formateursnota of programma voorgelegd, wat leidde tot ongenoegen bij de andere partijen. Op 4 december ontving de formateur de voorzitter van het Federaal Planbureau en de gouverneur van de Nationale Bank. Daarna sprak hij met een delegatie van zijn eigen partij, gevolgd door vertegenwoordigers van het FDF, de Volksunie, Agalev en Ecolo.
In de avond van 5 december stuurde Nothomb zijn onderhandelingsnota naar de voorzitters van CVP, PSC, SP, PS, PVV en PRL. Zij dienden tegen 7 december te melden of ze op basis van die nota een regeerakkoord wilden onderhandelen. Nadat de PS en de liberale partijen de nota afschoten, diende Nothomb op 7 december zijn ontslag in als formateur.

### Formateur Wilfried Martens (7 december - 17 december 1981)

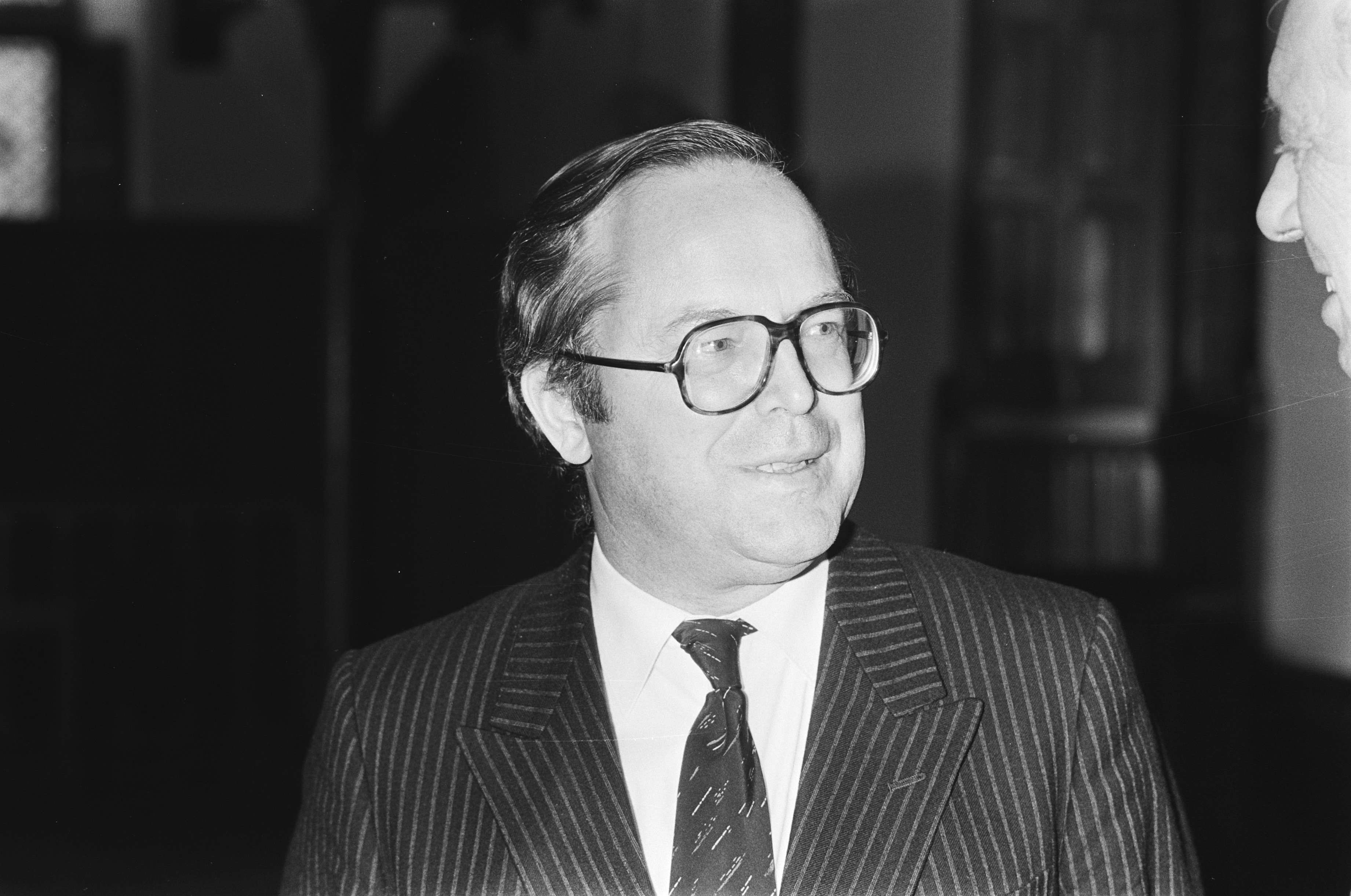
Wilfried Martens.

Na het ontslag van Nothomb ontbood koning Boudewijn de voorzitters van de rooms-blauwe partijen, waarna hij dezelfde dag nog oud-premier Wilfried Martens (CVP) tot formateur benoemde.
Op 9 december nodigde Martens de voorzitters van rooms-blauwe partijen uit om te praten over het prioriteitenprogramma dat hij had opgesteld. Hij wilde zo snel mogelijk een regeerakkoord sluiten dat zich zou toespitsen op het economisch herstel, de sanering van de openbare financiën, het creëren van tewerkstelling, een gezonde werking van de instellingen en de vrijwaring van de sociale zekerheid. Na enkele dagen onderhandelen bereikten CVP, PSC, PVV en PRL op 14 december een akkoord. Op 15 december kwamen de vier partijen bijeen om de verdeling van de bevoegdheden in de regering te bespreken en 16 december stemden de partijcongressen in met regeringsdeelname. Op 17 december 1981 legden de 15 ministers en 10 staatssecretarissen van de regering-Martens V de eed af. Nadat premier Martens op 18 december zijn regeringsverklaring had afgelegd in het parlement, kreeg de regering-Martens V op 20 december het vertrouwen van de Kamer, een dag later gevolgd door de Senaat.
1919 · 1920 · 1921 · 1923 · 1924 · 1925 · 1926 · 1927 · 1929 · 1931 · mei 1932 · okt. 1932 · dec. 1932 · jun. 1934 · nov. 1934 · 1935 · 1936 · 1937 · 1938 ·  feb. 1939 · apr. 1939 · 1940 · 1944 · 1945 · feb-mrt 1946 · jul-aug 1946 · 1947 · 1948 · 1949 · jun 1950 · aug 1950 · 1952 · 1954 · jun. 1958 · nov. 1958 · 1961 · 1965 · 1966 · 1968 · 1971/72  · 1972/73 · 1974 · 1977 · 1978 · 1978/79 · apr.-mei 1980 · okt. 1980 · apr. 1981 · nov.-dec. 1981 · 1985 · oktober 1987 · 1987/88 · 1991/92 · 1995 · 1999 · 2003 · 2007 · 2008 · 2010/11 · 2014 · 2019/20 · 2024/25